# Lijst van Deense autosnelwegen

Het Deense autosnelwegennet in 2007

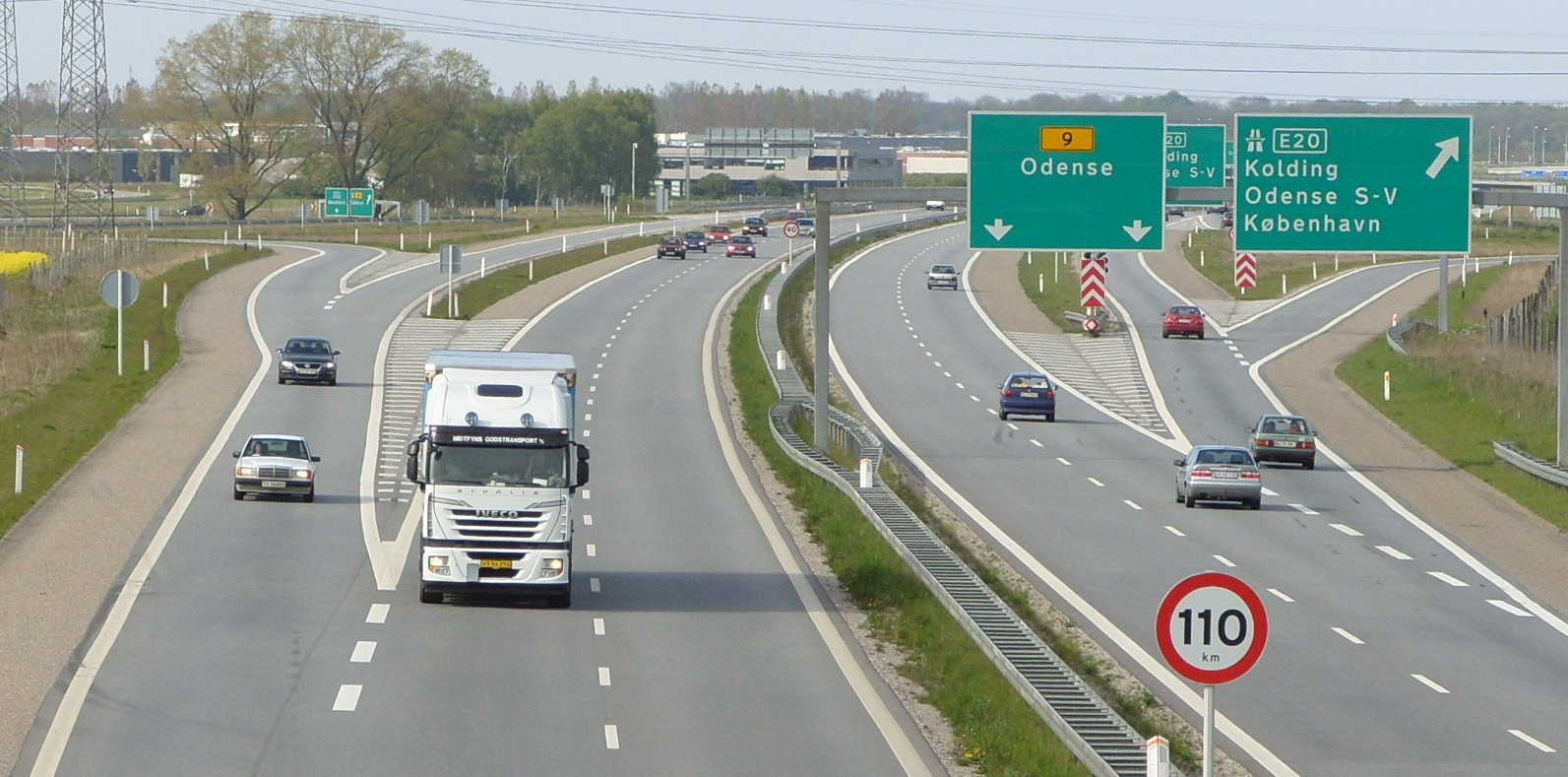
Autosnelweg in Odense

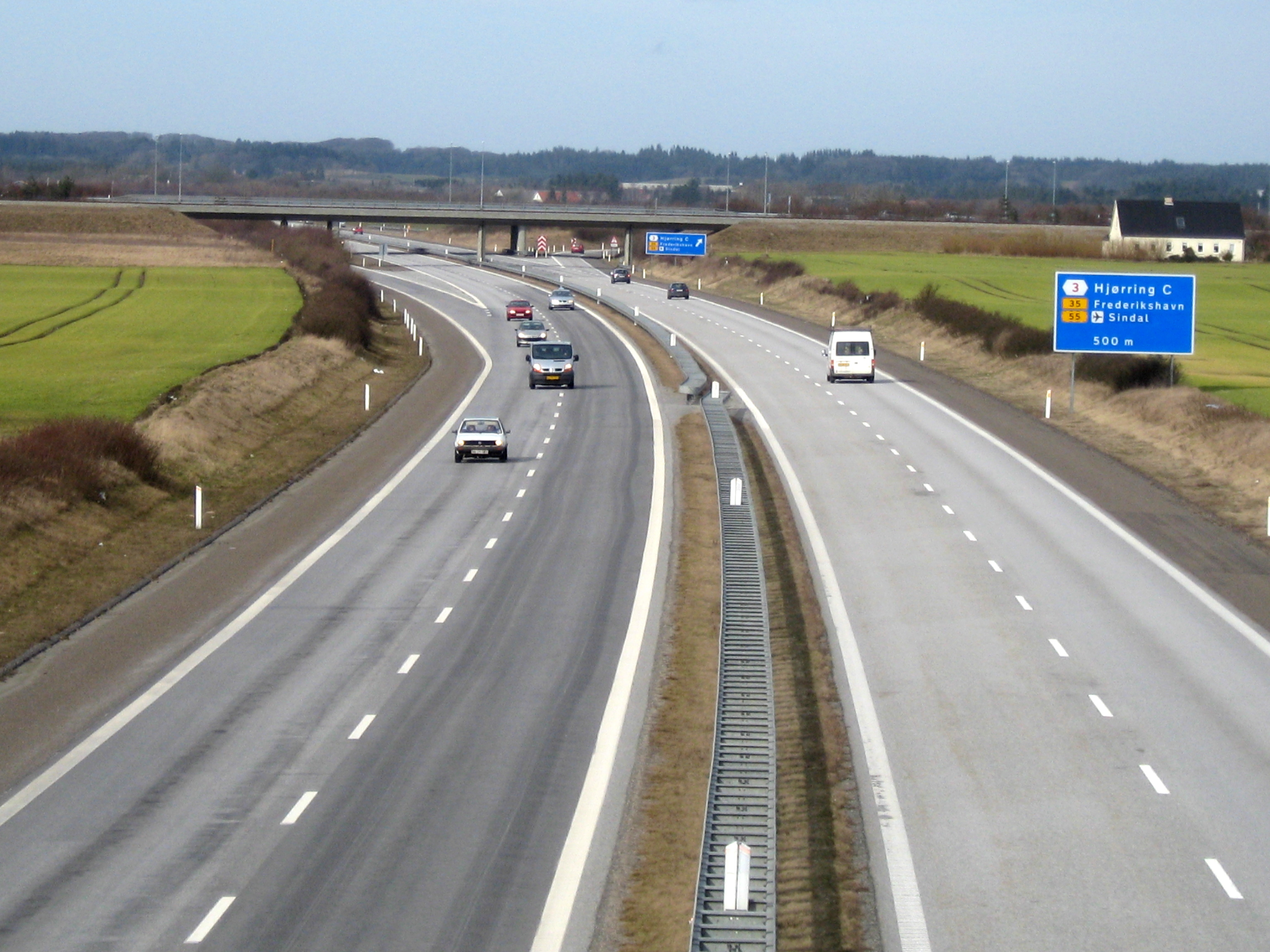
Autosnelweg in Hjørring

Het Deense autosnelwegennet bestaat uit de autosnelwegen van het wegennet van Denemarken.
Op 1 februari 2007 had het netwerk een gezamenlijke lengte van 1070,5 km. Hiervan behoorde 1021,5 km aan de staat, 7,6 km aan de gemeente en 41,3 km was in privaat bezit.
De Deense autosnelwegen hebben alleen een administratieve nummering. Op de bewegwijzering staat grotendeels de Europese nummering en nationale nummering. De wegen hebben daarnaast allen een naam.

## Namen van de autosnelwegen

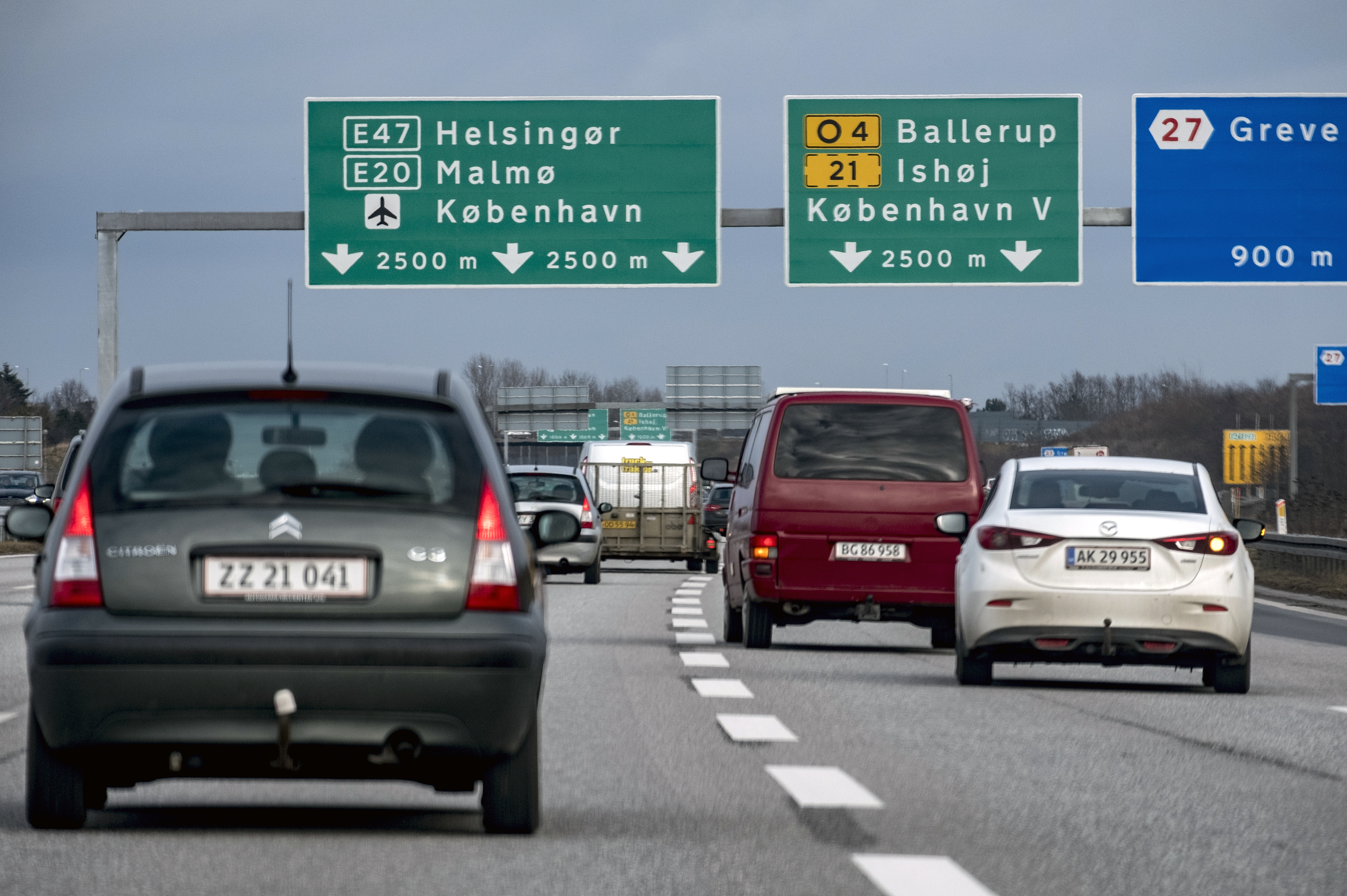
Autosnelweg in Kopenhagen

| Naam                                          | Nummer                    | Overige nummers           | Traject                                          | Lengte                    |
| Autosnelwegen in Jutland:                     | Autosnelwegen in Jutland: | Autosnelwegen in Jutland: | Autosnelwegen in Jutland:                        | Autosnelwegen in Jutland: |
| --------------------------------------------- | ------------------------- | ------------------------- | ------------------------------------------------ | ------------------------- |
| Ådalsmotorvejen                               | M703                      |                           | Aalborg                                          | 2 km                      |
| Århus Syd Motorvejen                          | M61                       | 501                       | Hørning - Viby                                   | 9 km                      |
| Djurslandmotorvejen                           | M72                       | 15                        | Rønde - Aarhus                                   | 17 km                     |
| Esbjergmotorvejen                             | M52                       |                           | Kolding - Esbjerg                                | 66 km                     |
| Frederikshavnmotorvejen                       | M70, M80                  |                           | Frederikshavn - Aalborg                          | 51 km                     |
| Hirtshalsmotorvejen                           | M90                       |                           | Hirtshals - Aalborg                              | 57 km                     |
| Herningmotorvejen                             | M66                       | 15                        | Aarhus - Herning                                 | 36 km                     |
| Kridtsvinget                                  | M76                       |                           | Limfjordstunnel - Aalborg                        | 1 km                      |
| Mariendals Mølle Motorvejen                   | M75, M710                 |                           | Aalborg                                          | 1 km                      |
| Holstebromotorvejen                           |                           | 18                        | Sinding - Holstebro N                            | 29 km                     |
| Messemotorvejen                               | M68                       | 15 12 502                 | Herning - Sinding                                | 14 km                     |
| Midtjyske Motorvej                            | M64                       | 18                        | Herning - Vejle                                  | 31 km                     |
| Nordjyske Motorvej                            | M70                       |                           | Aalborg - Randers - Aarhus                       | 114 km                    |
| Nørresundbygrenen                             | M77                       |                           | Limfjordstunnel - Nørresundby                    | 0,5 km                    |
| Østjyske Motorvej                             | M40, M60                  |                           | Aarhus - Nieuwe Kleine Beltbrug                  | 99 km                     |
| Silkeborgmotorvejen                           |                           | 15                        | Låsby - Funder                                   | 29 km                     |
| Sønderborgmotorvejen                          | M51                       | 8                         | Kliplev - Sønderborg                             | 26 km                     |
| Sønderjyske Motorvej                          | M50                       |                           | Skærup - Kolding - Duitsland                     | 97 km                     |
| Taulovmotorvejen                              | M40                       |                           | Nieuwe Kleine Beltbrug - Kolding                 | 9 km                      |
| Thistedgrenen                                 | M78                       | 11                        | Nørresundby                                      | 0,5 km                    |
| Autosnelwegen op Funen:                       |                           |                           |                                                  |                           |
| Fynske Motorvej                               | M40                       |                           | Nieuwe Kleine Beltbrug - Odense - Grote Beltbrug | 77 km                     |
| Svendborgmotorvejen                           | M41                       | 9                         | Odense - Svendborg                               | 35 km                     |
| Autosnelwegen op Seeland, Lolland en Falster: |                           |                           |                                                  |                           |
| Amagermotorvejen                              | M3                        |                           | Kopenhagen - Avedøre                             | 9 km                      |
| Frederikssundmotorvejen                       | M12                       | 17                        | Kopenhagen - Motorring 4                         | 3 km                      |
| Helsingørmotorvejen                           | M14                       | 19                        | Helsingør - Kopenhagen                           | 36 km                     |
| Hillerødmotorvejen                            | M13                       | 16                        | Kopenhagen - Allerød                             | 19 km                     |
| Holbækmotorvejen                              | M11                       | 21 23                     | Kopenhagen - Roskilde - Holbæk                   | 62 km                     |
| Kalundborgmotorvejen                          |                           | 23                        | Elverdam - Dramstrup                             | 13,5 km                   |
| Køge Bugt Motorvejen                          | M10                       |                           | Kopenhagen - Køge                                | 26 km                     |
| Lyngbymotorvejen                              | M545                      | 201                       | Kongens Lyngby                                   | 5 km                      |
| Motorring 3                                   | M3                        |                           | Ringweg Kopenhagen                               | 19 km                     |
| Motorring 4                                   | M4, M6                    | O4                        | Ballerup - Ishøj                                 | 15 km                     |
| Øresundsmotorvejen                            | M3                        |                           | Kopenhagen - Sontbrug                            | 9 km                      |
| Sydmotorvejen                                 | M30                       |                           | Køge - Rødby                                     | 121 km                    |
| Vestmotorvejen                                | M20                       |                           | Køge - Grote Beltbrug                            | 71 km                     |

## Wegnummers van de autosnelwegen
| Nummer                                   | Traject                                           | Naam/namen | Lengte                                   |
| Autosnelwegen met een Europees wegnummer | Autosnelwegen met een Europees wegnummer          | Autosnelwegen met een Europees wegnummer                                                                                         | Autosnelwegen met een Europees wegnummer |
| ---------------------------------------- | ------------------------------------------------- | --- | ---------------------------------------- |
|                                          | Zweden - Sontbrug - Kopenhagen - Odense - Esbjerg | Øresundsmotorvejen, Amagermotorvejen, Køge Bugt Motorvejen, Vestmotorvejen, Fynske Motorvej, Taulovmotorvejen, Esbjergmotorvejen |                                          |
|                                          | Hirtshals - Aalborg                               | Hirtshalsmotorvejen |                                          |
|                                          | Frederikshavn - Kolding - Duitsland               | Frederikshavnmotorvejen, Nordjyske Motorvej, Østjyske Motorvej, Sønderjyske Motorvej                                             |                                          |
|                                          | Helsingør - Eskilstrup - Sakskøbing - Rødby       | Helsingørmotorvejen, Motorring 3, Køge Bugt Motorvejen, Sydmotorvejen                                                            |                                          |
|                                          | Helsingør - Eskilstrup - Gedser                   | Helsingørmotorvejen, Motorring 3, Køge Bugt Motorvejen, Sydmotorvejen                                                            |                                          |
| Autosnelwegen met een primair wegnummer  |                                                   | |                                          |
| O4                                       | Ishøj - Ballerup                                  | Motorring 4 | 15 km                                    |
| 8                                        | Kliplev - Sønderborg                              | Sønderborgmotorvejen | 26 km                                    |
| 9                                        | Odense - Svendborg                                | Svendborgmotorvejen | 35 km                                    |
| 11                                       | Aalborg - Nordjyske Motorvej                      | Thistedgrenen | 0,5 km                                   |
| 15                                       | Djursland, Aarhus – Herning                       | Djurslandsmotorvejen, Herningmotorvejen, Silkeborgmotorvejen, Messemotorvejen                                                    |                                          |
| 16                                       | Kopenhagen – Allerød                              | Hillerødmotorvejen | 19 km                                    |
| 17                                       | Kopenhagen - Motorring 4                          | Frederikssundmotorvejen | 3 km                                     |
| 18                                       | Holstebro - Herning - Vejle                       | Holstebromotorvejen, Midtjyske Motorvej                                                                                          | 45 km                                    |
| 21                                       | Kopenhagen - Roskilde - Holbæk                    | Holbækmotorvejen | 62 km                                    |
| 23                                       | Elverdam - Dramstrup                              | Kalundborgmotorvejen | 13,5 km                                  |
| 201                                      | Lyngby                                            | Lyngbymotorvejen | 5 km                                     |
| 501                                      | Hørning - Viby                                    | Århus Syd Motorvejen | 9 km                                     |
| 502                                      | Snejbjerg - Sinding                               | Messemotorvejen | 10 km                                    |

## Autosnelwegen in aanbouw en planning
- Amagermotorvejen (Avedøre – Øresundsmotorvejen)
- Fynske Motorvej (Odense V – Odense SØ)
- Taulovmotorvejen (Kolding V – Fredericia S)
- 3. Limfjordsforbindelse (Aalborg S – Aalborg N)
- Øresundsmotorvejen (København C – Lufthavn V)
- Østjyske Motorvej (Vejle N – Skanderborg S)
- Østjyske Motorvej (Aarhus – Randers N)
- Helsingørmotorvejen (Isterød – Hørsholm S)
- 13 Hærvejsmotorvejen (Hobro – Viborg – Herning – Give)
- 13 Hærvejsmotorvejen (Give - Billund – Haderslev)
- 15 Messemotorvejen (Herning V – Snejbjerg)
- 16 Hillerødmotorvejen (Allerød S – Hillerød N)
- 16 Hillerødmotorvejen (Ring 4 – Farum)
- 16 Hillerødmotorvejen (Motorring 3 – Ring 4)
- 17 Frederikssundmotorvejen (Tværvej N – Frederikssund S)
- 18 Midtjyske Motorvej (Herning N – Sinding)
- 23 Kalundborgmotorvejen (Dramstrup – Kalundborg)
- 26 Viborgmotorvejen (Aarhus – Søbyvad)
- O4 Motorring 4 (Ishøj – Vallensbæk)
- 54 Næstvedmotorvejen (Næstved – Rønnede)